# Labroides dimidiatus
Labroides dimidiatus — вид риб родини Labridae.

## Назва
В англійській мові має назви «синьосмуговий чистильщик губан» (англ. Bluestreak cleaner wrasse).

## Опис
Риба до 11 см. Живиться паразитами та враженими шматками щкіри інших риб. Утворює на рифах «станції очистки». Зазвичай цю рибу оминають хижаки. Живе в парах. Під цю рибу мімікрувала Aspidontus taeniatus.

## Поширення та середовище існування
Живе на рифах та затоках від 1 до 40 м глибини. Зустрічається від Червоного моря та Південної Африки на заході до Полінезії та Австралії на сході.

## Галерея

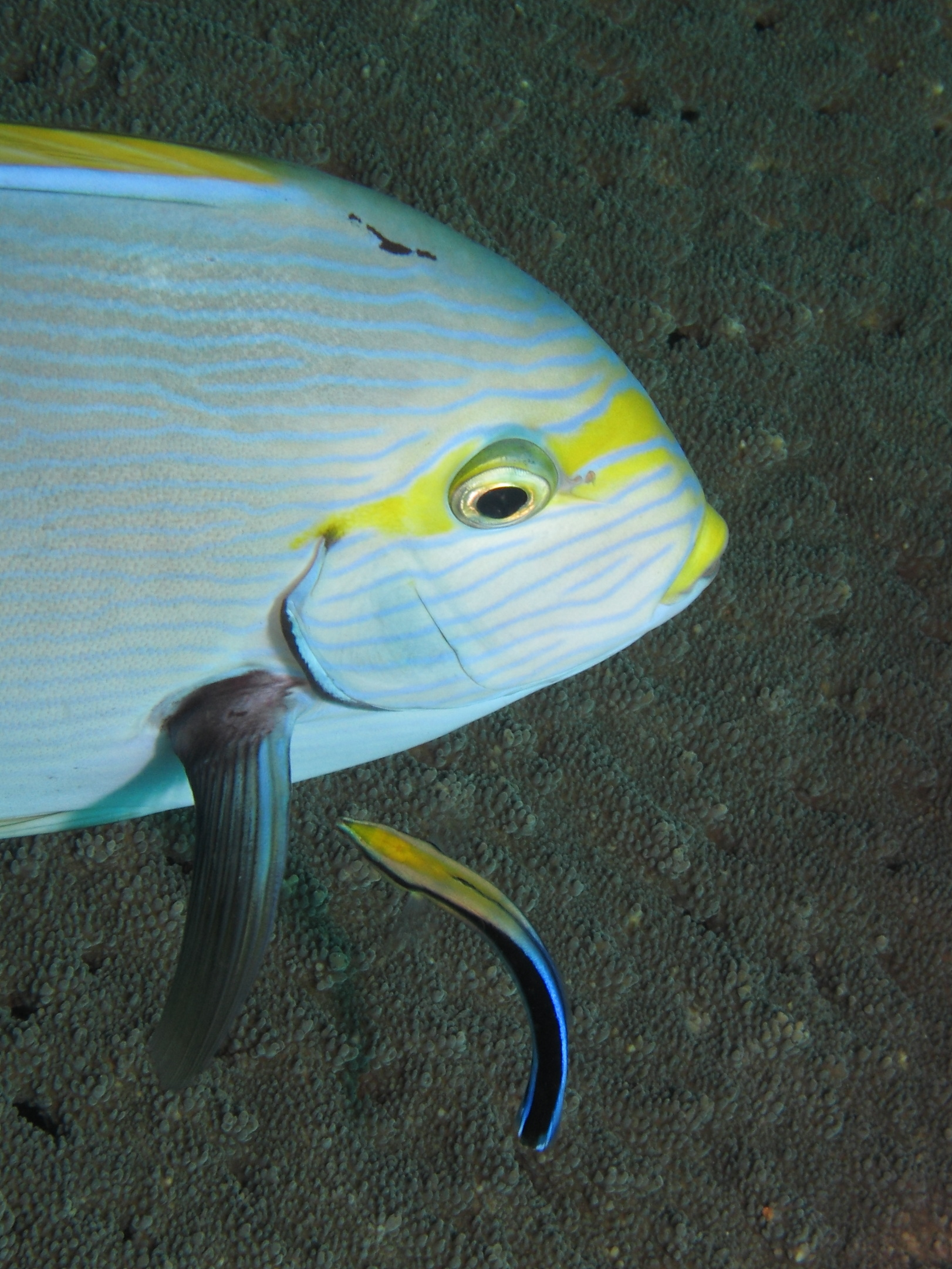
L. dimidiatus з Acanthurus mata.
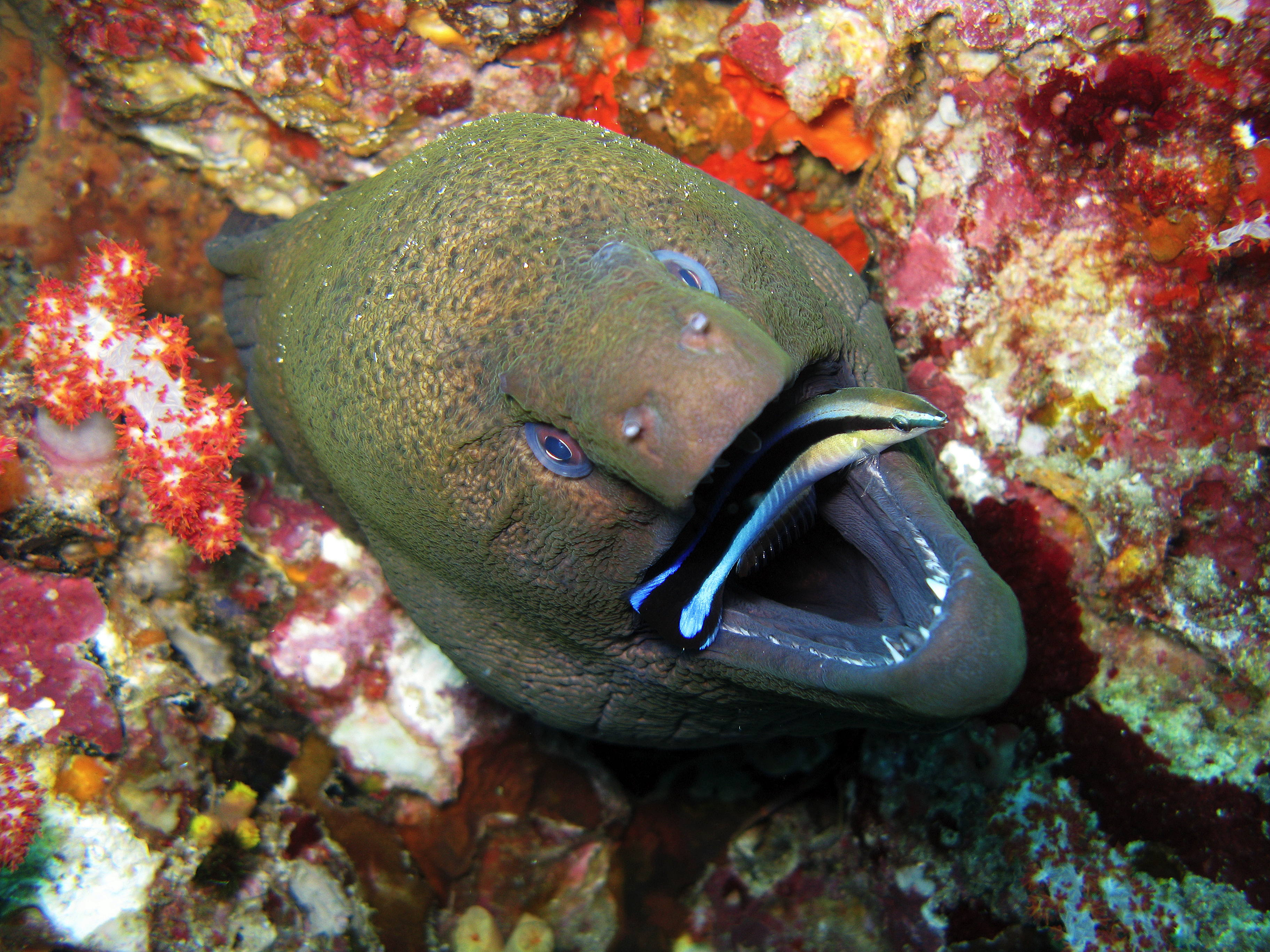
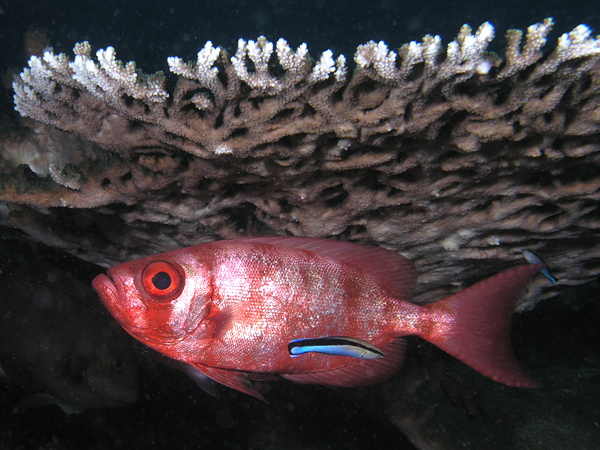

- L. dimidiatus з Acanthurus mata.